# Felix Lupa
Felix Lupa (* 1972) je izraelský dokumentární a pouliční fotograf narozený na Ukrajině.

## Životopis
Narodil se v roce 1972 na Ukrajině (tehdejší součást Sovětského svazu). V šesti letech emigroval do Izraele a žil v Rechovotu ve čtvrti Kirjat Moshe. Lupa později řekl, že pro něj bylo sousedství důležitou součástí utváření jeho osobnosti a něčím, co ho stále ovlivňuje ve všem, co dělá.
Od roku 1995 pracuje jako nezávislý fotograf se zaměřením na street fotografii a dokumentární fotografii. Jeho fotografie a fotožurnalismy jsou publikovány v izraelských novinách (včetně Maariv, Haaretz, Teva Habitov, Mesa Achar a dalších), stejně jako časopisech a novinách v zahraničí, včetně francouzského PRIVATE, Connessomagazine nebo italské La Republica, svá díla prezentoval také na výstavách v Izraeli a v zahraničí. Fotografuje a píše osobní sloupek do fotografického časopisu Composition.
Lupa dokumentuje dlouhodobé sociální projekty fotografií, doplněné videem a textem. Tato jeho díla jsou vystavena na výstavě fotožurnalistiky Local Evidence. V roce 2008 byla jeho série fotografií s názvem „Homeless“ zvolena sérií roku této výstavy. Tento seriál s názvem The Refuge Car je o dvou bezdomovcích, kteří našli útočiště v opuštěném autě v Tel Avivu, Borisovi (54), zahraničním dělníkovi, který během svého pobytu zde oslepl, a Gennadijovi (70), starším bezdomovci. který byl vedoucím inženýrem a průmyslovým manažerem v Rusku. Gennadij vzal Borise pod ochranu, přivezl ho k sobě do auta a oddaně se o něj i o jeho slepotu staral, dokud z něj nebyli odstraněni. V roce 2010 výstava zahrnovala jeho video představení s názvem The Last Station, které pojednává o hlavním nádraží v Tel Avivu. Výstava v roce 2011 zahrnovala jeho video s názvem Gay Zalmov, které se také zabývá obyvateli hlavního nádraží.
Každý obraz zpochybňuje intelekt v jiném aspektu; Některé z nich jsou náročné po intelektuální stránce, jako logická hádanka. Některé z nich jsou náročné po estetické nebo umělecké stránce a některé k zamyšlení. Fotografie existují a vyvolávají vzpomínku.
Na jeho fotografiích lze mimo jiné nalézt dokumentaci unikátní populace, ať už se jedná o obyvatele Jižního Súdánu, obyvatele Kuby, nebo lidi na okraji společnosti. Významné jsou ty obrazy, které diváka emocionálně vyzývají. Jsou to fotografie, které kromě umělecké výpovědi, která je jim vlastní, odhalují jednoduchou pravdu, která je někdy těžko stravitelná.
Lupa dokáže oslovit srdce fotografovaných díky práci od hlavy po paty a nekonečné pozornosti k detailu. Totéž platí pro jeho práci na Rebellion of the Prostitutes, která se také zabývá starým hlavním nádražím v Tel Avivu a životy prostitutek, které tam pracují. Cyklus Zola dokumentuje skupiny bezdomovců, kteří vedli život v opuštěné třípatrové budově v centru Tel Avivu po dobu šesti měsíců; Narkomania je šestiměsíční dokumentace továrny, která byla vypálena, opuštěna a obsazena desítkami narkomanů a drogových dealerů na Hlavním nádraží Tel Avivu.

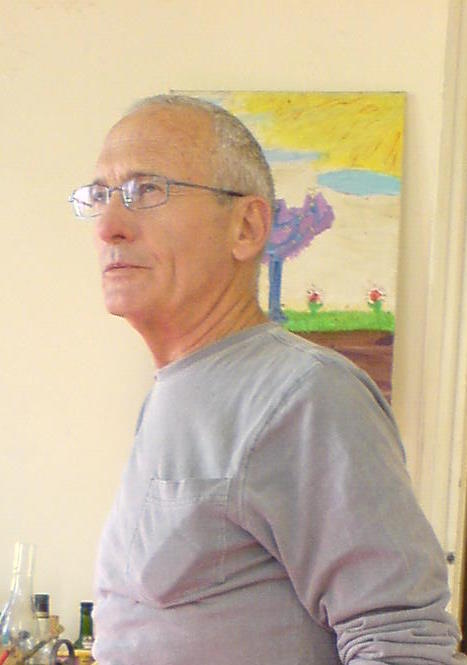
Fotograf Alex Levac

Jako pouliční fotograf se Lupa snaží zdokumentovat jeden rozhodující okamžik bez zkrášlujících či zkreslujících pomůcek s využitím přirozeného osvětlení. Lidské prostředí a vše, co s ním souvisí – živé, rostoucí i neživé – je pracovním prostředím Lupy. Je to jeho "ateliér".
Lupova individuální pouliční práce se v průběhu let vyvíjela; Jestliže se dílo zpočátku vyznačovalo „klasickou“ pouliční kompozicí vykazující jedinou, jasnou a nápadnou paralelu, postupem času se kompozice stala složitější a fotografie, spontánní a bez pozice, často odráží složité vztahy mezi postavami. Myšlenka a emoce společně plus citlivé oko jsou investovány do jedné fotografie. Půjčování, to je podobné vývoji v poezii od „úplného“ klasického rýmu ke komplexnímu rýmu v nové nebo moderní poezii. Pojmy jako personifikace či metafora, rovněž z oblasti literatury, padnou některým snímkům jako ulité.
Pouliční fotografii vyučuje v samostatném kurzu u fotografa Alexe Levace. Vyučuje pouliční fotografii na „Glitz-Photography School“, na fotografické škole „Camera Obscura“ a „Alon Kira-Photography School“.